# 조엘 그레이
조엘 그레이(Joel Grey, 1932년 4월 11일 ~ )는 미국의 배우이다.

## 영화
- 카바레 (영화)
- 버팔로 빌과 인디언들
- 레모 (1985년 영화)
- 톰과 제리 (1992년 영화)
- 플레이어 (1992년 미국 영화)
- 어둠 속의 댄서
- 질식: 어느 섹스 중독자의 초상
- 틱, 틱... 붐! (영화)

## 텔레비전
- 작은 아씨들
- 제6지대
- 머펫 쇼
- 댈러스 (1978년 드라마)
- 스타 트렉: 보이저
- 뱀파이어 해결사 (드라마)
- 천사의 손길
- 오즈 (드라마)
- 앨리어스 (드라마)
- 크로싱 조던
- 하우스 (드라마)
- 피니와 퍼브
- 프라이빗 프랙티스
- 그레이 아나토미
- 간호사 재키
- 웨어하우스 13CSI: 과학수사대

## 연극
- 카바레 (뮤지컬)
- 우리 죽은 자들이 깨어날 때
- 시카고 (뮤지컬)
- 위키드 (뮤지컬)
- 벚꽃 동산